# Río Avión (vattendrag i Spanien, Provincia de Palencia)
Río Avión är ett vattendrag i Spanien.   Det ligger i provinsen Provincia de Palencia och regionen Kastilien och Leon, i den norra delen av landet, 250 km norr om huvudstaden Madrid.